# Amphinectidae
Amphinectidae är en familj av spindlar. Amphinectidae ingår i ordningen spindlar, klassen spindeldjur, fylumet leddjur och riket djur. Enligt Catalogue of Life omfattar familjen Amphinectidae 187 arter. 

## Bildgalleri

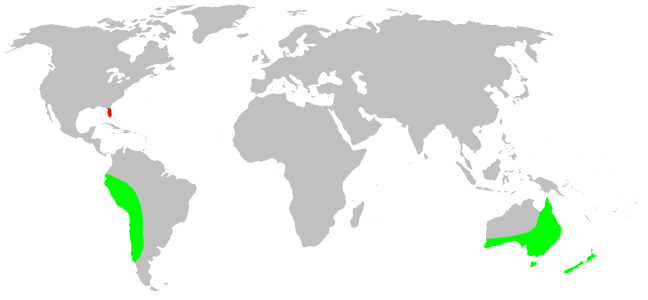
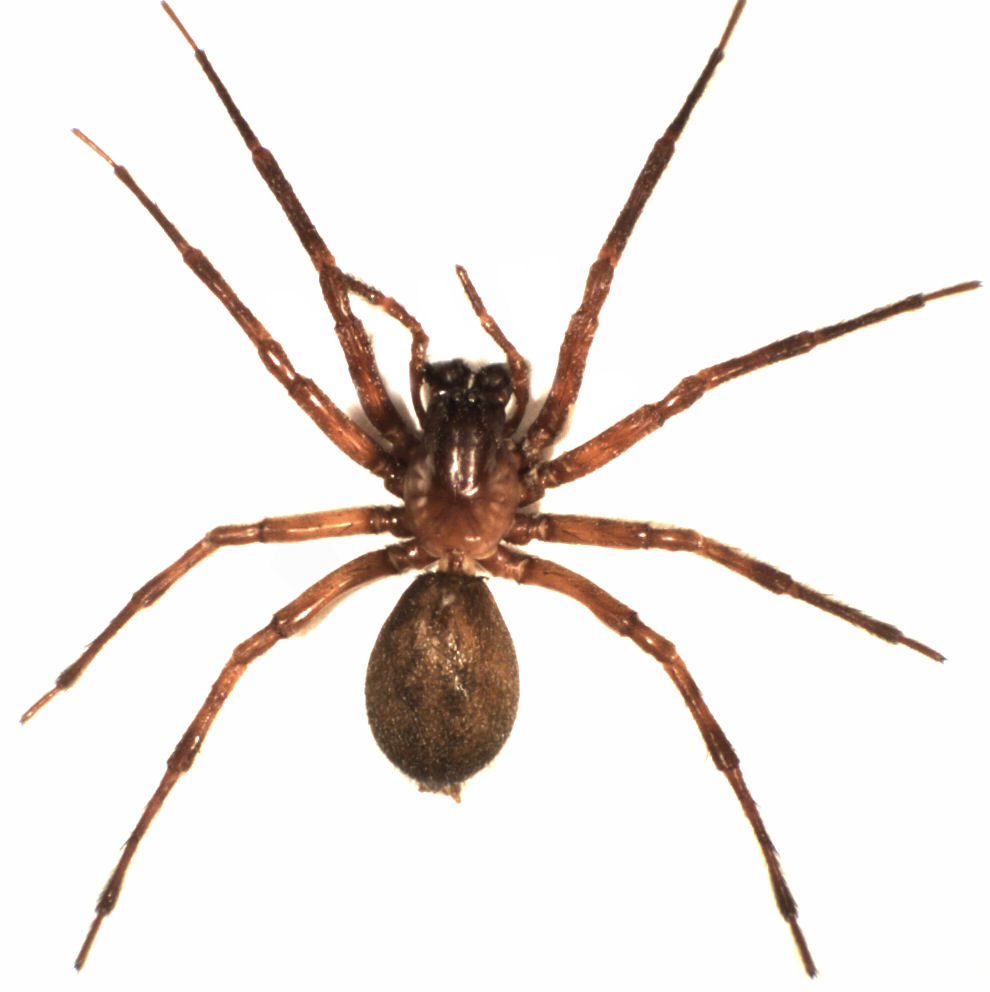
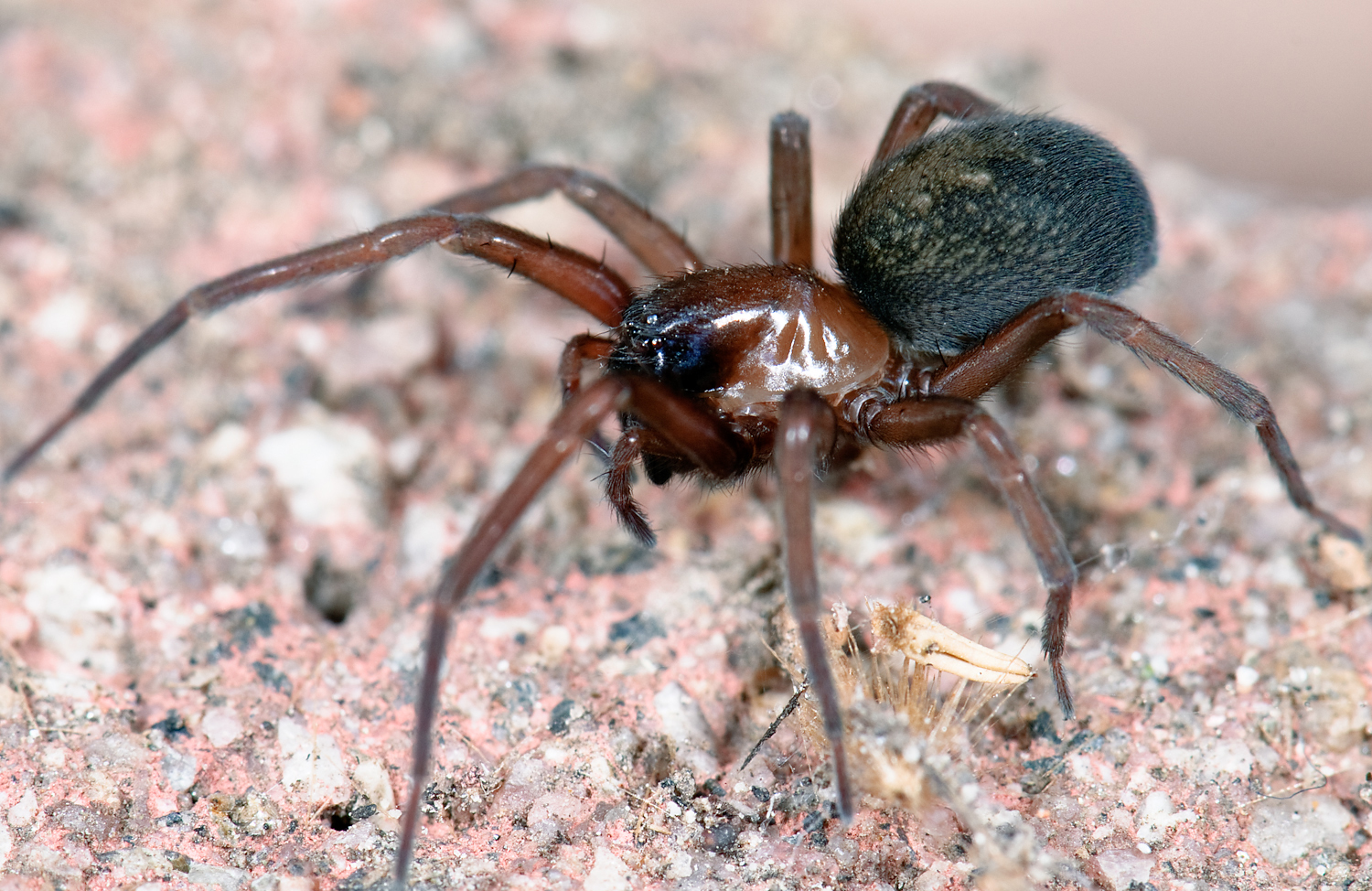
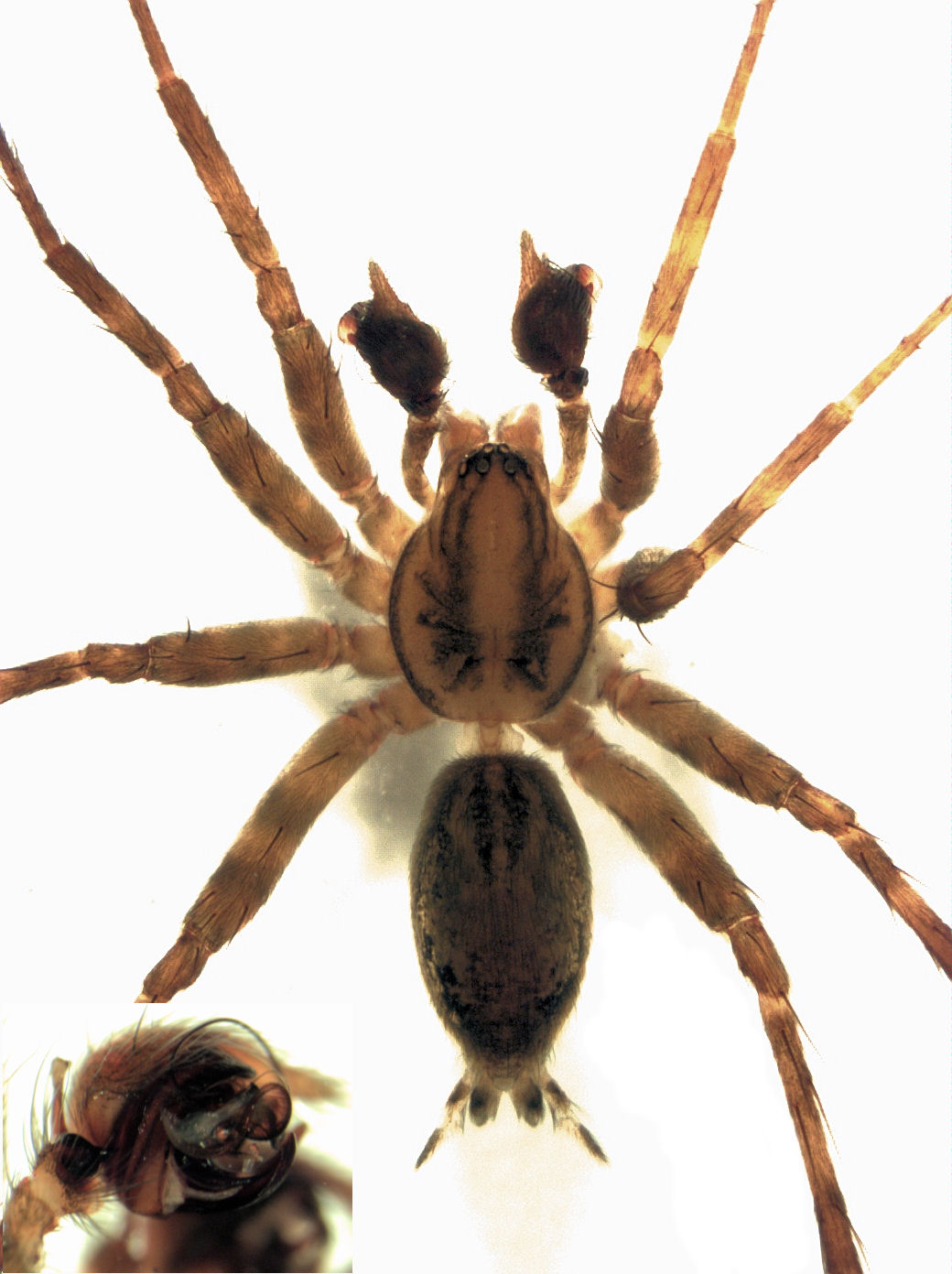
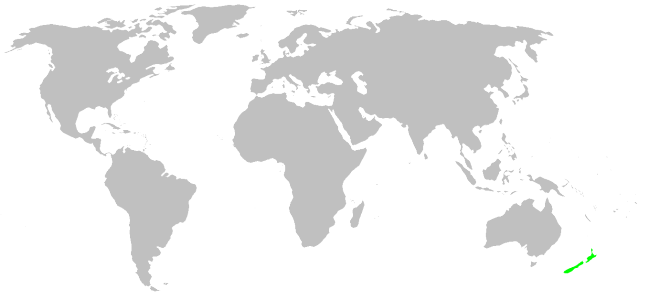

## Dottertaxa till Amphinectidae, i alfabetisk ordning[1]
- Akatorea
- Amphinecta
- Aorangia
- Austmusia
- Buyina
- Calacadia
- Carbinea
- Cunnawarra
- Dunstanoides
- Holomamoea
- Huara
- Jalkaraburra
- Kababina
- Keera
- Magua
- Makora
- Malarina
- Mamoea
- Maniho
- Marplesia
- Metaltella
- Neolana
- Neororea
- Oparara
- Paramamoea
- Penaoola
- Quemusia
- Rangitata
- Reinga
- Rorea
- Tanganoides
- Tasmabrochus
- Tasmarubrius
- Teeatta
- Wabua
- Waterea